# Discografia de Conan Gray
A discografia de Conan Gray, um cantor e compositor americano, consiste em um álbum de estúdio, um extended play (EP) e 26 singles.

## Álbuns

### Álbuns de estúdio
| Álbum        | Detalhes do álbum | Melhores posições nas tabelas | Melhores posições nas tabelas | Melhores posições nas tabelas | Melhores posições nas tabelas | Melhores posições nas tabelas | Melhores posições nas tabelas | Melhores posições nas tabelas | Melhores posições nas tabelas | Melhores posições nas tabelas | Melhores posições nas tabelas | Vendas                |
| Álbum        | Detalhes do álbum | EUA                           | AUS                           | AUT                           | BEL (FL)                      | CAN                           | ESC                           | PB                            | IRL                           | NZL                           | UK                            | Vendas                |
| ------------ | --- | ----------------------------- | ----------------------------- | ----------------------------- | ----------------------------- | ----------------------------- | ----------------------------- | ----------------------------- | ----------------------------- | ----------------------------- | ----------------------------- | --------------------- |
| Kid Krow     | - Lançamento: 20 de março de 2020 - Gravadora: Republic - Formato(s): CD, vinil, download digital, streaming, cassete   | 5                             | 26                            | 60                            | 49                            | 5                             | 11                            | 94                            | 20                            | 32                            | 30                            | - : Platina - : Prata |
| Superache    | - Lançamento: 24 de junho de 2022 - Gravadora: Republic - Formato(s): CD, vinil, download digital, streaming, cassete   | 9                             | 9                             | 14                            | 14                            | 24                            | 4                             | 9                             | 8                             | 11                            | 8                             | - : Prata             |
| Found Heaven | - Lançamento: 5 de abril de de 2024 - Gravadora: Republic - Formato(s): CD, vinil, download digital, streaming, cassete | 14                            | 10                            | 22                            | 8                             | 98                            | 2                             | 12                            | 26                            | 33                            | 4                             |                       |

## Extended plays
| EP            | Detalhes do EP                                                                                                | Melhores posições nas tabelas | Melhores posições nas tabelas | Melhores posições nas tabelas |
| EP            | Detalhes do EP                                                                                                | EUA                           | EUA Heat.                     | UK Down.                      |
| ------------- | --- | ----------------------------- | ----------------------------- | ----------------------------- |
| Sunset Season | - Lançamento: 16 de novembro de 2018 - Gravadora: Republic - Formatos: CD, download digital, streaming, vinil | 116                           | 2                             | 57                            |

## Singles
| Ano  | Canção                | Melhores posições nas tabelas | Melhores posições nas tabelas | Melhores posições nas tabelas | Melhores posições nas tabelas | Melhores posições nas tabelas | Melhores posições nas tabelas | Melhores posições nas tabelas | Melhores posições nas tabelas | Certificações                                                      | Álbum                         |
| Ano  | Canção                | EUA Bub.                      | AUS                           | BEL (FL)                      | IRL                           | KOR                           | NZL Hot                       | SIN                           | UK                            | Certificações                                                      | Álbum                         |
| ---- | --------------------- | ----------------------------- | ----------------------------- | ----------------------------- | ----------------------------- | ----------------------------- | ----------------------------- | ----------------------------- | ----------------------------- | ------------------------------------------------------------------ | ----------------------------- |
| 2017 | "Idle Town"           | —                             | —                             | —                             | —                             | —                             | —                             | —                             | —                             |                                                                    | Sunset Season                 |
| 2017 | "Grow"                | —                             | —                             | —                             | —                             | —                             | —                             | —                             | —                             | ~                                                                  | Não adicionado a nenhum álbum |
| 2018 | "Generation Why"      | —                             | —                             | —                             | —                             | —                             | —                             | —                             | —                             |                                                                    | Sunset Season                 |
| 2018 | "Crush Culture"       | —                             | —                             | —                             | —                             | —                             | —                             | —                             | —                             | - ARIA: Platina                                                    | Sunset Season                 |
| 2019 | "The Other Side"      | —                             | —                             | —                             | —                             | —                             | —                             | —                             | —                             |                                                                    | Não adicionado a nenhum álbum |
| 2019 | "The King"            | —                             | —                             | —                             | —                             | —                             | —                             | —                             | —                             |                                                                    | Não adicionado a nenhum álbum |
| 2019 | "Checkmate"           | —                             | —                             | —                             | —                             | —                             | —                             | —                             | —                             |                                                                    | Kid Krow                      |
| 2019 | "Comfort Crowd"       | —                             | —                             | —                             | —                             | —                             | —                             | —                             | —                             |                                                                    | Kid Krow                      |
| 2019 | "Maniac"              | 25                            | 24                            | 41                            | 83                            | 43                            | 29                            | —                             | —                             | - RIAA: 2x Platina - ARIA: 3x Platina - : Prata - MC: Platina      | Kid Krow                      |
| 2020 | "The Story"           | —                             | —                             | 43                            | —                             | —                             | 34                            | —                             | —                             |                                                                    | Kid Krow                      |
| 2020 | "Wish You Were Sober" | —                             | —                             | —                             | —                             | —                             | 14                            | —                             | —                             |                                                                    | Kid Krow                      |
| 2020 | "Heather"             | 10                            | —                             | —                             | 61                            | —                             | 28                            | 8                             | 96                            | - RIAA: 4x Platina - ARIA: 3x Platina - MC: 3x Platina - : Platina | Kid Krow                      |
| 2020 | "Fake" (com Lauv)     |                               |                               |                               |                               |                               |                               |                               |                               |                                                                    |                               |
| 2021 | "Overdrive"           |                               |                               |                               |                               |                               |                               |                               |                               |                                                                    |                               |
| 2021 | "Astronomy"           |                               |                               |                               |                               |                               |                               |                               |                               |                                                                    | Superache                     |
| 2021 | "People Watching"     |                               |                               |                               |                               |                               | 25                            |                               | - ARIA: Ouro                  |                                                                    | Superache                     |
| 2021 | "Telepath"            |                               |                               |                               |                               | 88                            |                               |                               |                               |                                                                    |                               |
| 2022 | "Jigsaw"              |                               |                               |                               |                               |                               |                               |                               |                               |                                                                    | Superache                     |
| 2022 | "Memories"            |                               |                               |                               |                               | 69                            |                               |                               | - ARIA: Ouro                  |                                                                    | Superache                     |
| 2022 | "Yours"               |                               |                               |                               |                               |                               |                               |                               |                               |                                                                    | Superache                     |
| 2022 | "Disaster"            |                               |                               |                               |                               |                               |                               |                               |                               |                                                                    | Superache                     |
| 2023 | "Never Ending Song"   |                               |                               |                               |                               |                               |                               |                               |                               |                                                                    | Found Heaven                  |
| 2023 | "Winner"              |                               |                               |                               |                               |                               |                               |                               |                               |                                                                    | Found Heaven                  |
| 2023 | "Killing Me"          |                               |                               |                               |                               |                               |                               |                               |                               |                                                                    | Found Heaven                  |
| 2024 | "Lonely Dancers"      |                               |                               |                               |                               |                               |                               |                               |                               |                                                                    | Found Heaven                  |
| 2024 | "Alley Rose"          |                               |                               |                               |                               |                               |                               |                               |                               |                                                                    | Found Heaven                  |